# Нанометрология
Нанометрология (англ. nanometrology) — раздел метрологии, включающий разработку теории, методов и инструментов для измерения параметров объектов, линейные размеры которых находятся в нанодиапазоне, то есть от 1 до 100 нанометров.

## Содержание нанометрологии
Нанометрология включает в себя теоретические и практические аспекты метрологического обеспечения единства измерений в нанотехнологиях, в том числе: эталоны физических величин и эталонные установки, стандартные образцы сравнения; стандартизованные методики измерений физико-химических параметров и свойств объектов нанотехнологий, а также методы калибровки самих средств измерений, применяемых в нанотехнологиях; метрологическое сопровождение технологических процессов производства материалов, структур, объектов и иной продукции нанотехнологий.

## Особенности нанообъектов
Нанообъекты обладают рядом особенностей, определяющими и значимость нанотехнологий, и обособленность нанометрологии как отдельного раздела метрологии. Эти особенности связаны с размером нанообъектов и включают в себя:
- Принципиальная невозможность рассмотреть отдельные нанообъекты классическими оптическими методами;
- Появление эффектов квантовой физики, включая туннельный эффект;
- Взаимодействие с молекулярными системами, включая силы Ван-дер-Ваальса, водородные связи;
- Взаимодействие с биологическими системами, включая белки, РНК, ДНК;
- Развитая поверхность (высокая доля приповерхностного слоя в общем объёме нанообъекта) и т.д.

Из-за особенностей нанообъектов к ним неприменимы некоторые классические методы измерений, например, основанные на визуальном контакте с объектом. Кроме того, измерение уникальных свойств нанообъектов возможно только на основе методов, позволяющих эти уникальные свойства взять в расчёт.

## Калибровка
При  калибровке в нанометровом масштабе необходимо учитывать влияние таких факторов как: вибрации, шум, перемещения, вызываемые тепловым дрейфом и ползучестью, нелинейное поведение и гистерезис пьезосканера, а также ведущее к значительным погрешностям взаимодействие между поверхностью и прибором.

## Методы и приборы нанометрологии
- Растровый электронный микроскоп, РЭМ (англ. Scanning Electron Microscope, SEM) — псевдотрёхмерная визуализация поверхности, линейные размеры, картрирование поверхности и объектов на ней по составу, строению, люминесцентным свойствам с разрешением порядка 1-10 нм.
- Просвечивающий электронный микроскоп, ПЭМ (англ. Transmission Electron Microscope, TEM) — структура нанообъектов на просвет (электронным пучком) и их фазовый состав с субатомарным разрешением.
- Атомно-силовой микроскоп, АСМ (англ. Atomic-Force Microscope, AFM) — рельеф поверхности с разрешением вплоть до атомарного, картрирование поверхности по электромагнитным свойствам.
- Сканирующий туннельный микроскоп, СТМ (англ. Scanning Tunneling Microscope, STM) — рельеф проводящей поверхности с атомарным разрешением.
- Автоионный и автоэлектронный проектор (англ. Field Ion Microscope, Field Emission Microscope) — изображение поверхности проводящих твёрдых тел, имеющих форму острой иглы, с атомарным разрешением.
- Динамическое светорассеяние, ДРС (англ. Dynamic Light Scattering, DLS) — характеризация гидродинамического диаметра частиц и их концентрации в прозрачных (неконцентрированных) суспензиях, предпочтительно моно- и бидисперсных, в диапазоне размеров от долей нанометра до нескольких микрометров. Определение дзета-потенциала частиц.
- Акустическая спектроскопия, АС (англ. Acoustic Spectroscopy, AS) — характеризация диаметра частиц в диапазоне от доли нанометров до микрометров и их концентрации с точки зрения их поведения в суспензии под действием градиента давления ультразвуковых волн, определение дзета-потенциала частиц. Подходит для концентрированных непрозрачных суспензий. Характеризация пористых материалов.
- Порошковая рентгеновская дифракция (англ. Powder diffraction) — определение фазового состава порошка, характеризация его текстуры и размеров кристаллитов каждой из фаз.
- Эллипсометрия (англ. Ellipsometry) — определение толщины тонких плёнок, в т.ч. нанометровых.
- Метод БЭТ, Метод BJH (англ. BET theory, BJH) — определение удельной площади поверхности вещества в газовой среде, в т.ч. нанообъектов с развитой поверхностью и пористых материалов.
- ЯМР-спектроскопия (англ. NMR spectroscopy) — химический состав веществ, в т.ч. учёт доли вещества на границе фаз.
- Сканирующий классификатор подвижности частиц (англ. Scanning mobility particle sizer, SMPS) — характеризация распределения концентрации в газовой среде нано- и микрочастиц по размеру с точки зрения подвижности заряженных частиц.
- Абсорбционная рентгеновская спектроскопия (англ. X-ray absorption Spectroscopy)
- Малоугловое рентгеновское рассеяние (англ. Small Angle X-Ray Scattering)
- Ёмкостная спектроскопия (англ. Capacitance Spectroscopy)
- Поляризационная спектроскопия (англ. Polarization Spectroscopy)
- Оже-спектроскопия (англ. Auger Electron Spectroscopy)
- Спектроскопия комбинационного рассеяния (англ. Raman Spectroscopy)
- Малоугловое нейтронное рассеяние (англ. Small Angle Neutron Scattering)
- Циклическая вольтамперометрия (англ. Cyclic Voltammetry)
- Вольтамперометрия с линейной развёрткой потенциала (англ. Linear Sweep Voltammetry)
- Мёссбауэровская спектроскопия (англ. Mössbauer Spectroscopy)
- Инфракрасная спектроскопия (англ. Fourier Transform Infrared Spectroscopy)
- Фотолюминесцентная спектроскопия (англ. Photoluminescence Spectroscopy)
- Электролюминесцентная спектроскопия (англ. Electroluminescence Spectroscopy)
- Дифференциальная сканирующая калориметрия (англ. Differential Scanning Calorimetry)
- Масс-спектрометрия вторичных ионов (англ. Secondary Ion Mass Spectrometry)
- Катодолюминесцентная спектроскопия (англ. Cathodoluminescence Spectroscopy)
- Спектроскопия характеристических потерь энергии электронами (англ. Electron Energy Loss Spectroscopy)
- Энергодисперсионная рентгеновская спектроскопия (англ. Energy Dispersive X-Ray Spectroscopy)
- (англ. Four point probe and I-V technique)
- Рентгеновская фотоэлектронная спектроскопия (англ. X-Ray Photoelectron Spectroscopy)
- Ближнепольная оптическая микроскопия (англ. Scanning Near-field Optical Microscopy)
- Спектроскопия одиночных молекул (англ. Single-molecule Spectroscopy)
- Нейтронография (англ. Neutron Diffraction)
- Дифференциальный интерференционно-контрастный микроскоп (англ. Interference Microscopy)
- Лазерная интерферометрия (англ. Laser Interferometry)

## Единство измерений
Достижение единства измерений в макромасштабе достаточно простая задача, для решения которой используются: штриховые меры длины, лазерные интерферометры, калибровочные ступеньки, поверочные линейки и т. п. В нанометровом масштабе в качестве меры длины, позволяющей реализовать единство измерений, удобно использовать кристаллическую решётку высокоориентированного пиролитического графита (ВОПГ), слюды или кремния.